# VM i fodbold 2014 (mænd)
VM i fodbold 2014 var den 20. udgave af VM i fodbold, en international turnering for mænd, der blev afholdt i Brasilien fra 12. juni til 13. juli 2014. Verdensmestre blev Tyskland, der i finalen besejrede Argentina 1-0.
Det var anden gang, at Brasilien afholdt verdensmesterskaberne i fodbold; første gang var i 1950. Brasilien blev uden modkandidat valgt som vært for slutrunden, efter at den internationale fodboldorganisation, FIFA, offentliggjorde, at turneringen skulle afholdes i Sydamerika for første gang siden 1978 i Argentina. Det var femte gang i alt, at VM-slutrunden blev afholdt i Sydamerika. De foregående fire gange, hvor slutrunden var blevet afholdt i Sydamerika, blev et sydamerikansk landshold verdensmestre.
De 31 deltagere i slutrunden blev fundet via kvalifikationsturneringen, der begyndte i juni 2011; værten, Brasilien, var automatisk deltager. Under slutrunden blev der spillet 64 kampe i 12 byer fordelt over det meste af Brasilien på nye eller renoverede stadioner. Slutrunden indledtes med et gruppespil, hvorfra 16 hold gik videre til knockoutrunden. For første gang nogensinde blev der under slutrunden brugt mållinjeteknologi.
Tyskland blev verdensmestre efter en finalesejr på 1-0 over Argentina. Tredjepladsen gik til Holland, der besejrede de brasilianske værter med 3-0. Turneringens topscorer blev James Rodriguez fra Colombia, mens Lionel Messi fra Argentina blev kåret som mest værdifulde spiller.

## Valg af værtsnation
I marts 2003 annoncerede FIFA, at VM-slutrunden i 2014 ville blive afholdt i Sydamerika for første gang siden 1978. Placeringen af slutrunden i Sydamerika var i overensstemmelse med FIFA's ønske om, at værtskabet skulle gå på skift mellem de forskellige kontinenter. Beslutningen betød, at der for første gang ville blive afholdt to slutrunder i træk uden for Europa, og at der for anden gang i træk ville blive afholdt en slutrunde på den sydlige halvkugle (Sydafrika var vært ved VM i fodbold 2010).
Fra begyndelsen ansøgte Brasilien og Colombia om værtsskabet, men Colombia trak senere sit kandiatur tilbage, og af den grund kunne Brasilien uden modkandidat den 30. oktober 2007 officielt blive tildelt værtskabet af slutrunden.

## Kvalifikation

### Kvalificerede hold
Følgende 32 hold - vist med deres placering på verdensranglisten før turneringen i parentes - kvalificerede sig til slutrunden. Bosnien-Hercegovina var det eneste hold, som ikke havde deltaget i slutrunden før. Ukraine var det højest rangerede hold (nr. 16), som ikke deltog i slutrunden.
| AFC: - Iran (43) - Japan (46) - Sydkorea (57) - Australien (62) UEFA: - Spanien (1) - Tyskland (2) - Portugal (4) - Schweiz (6) - Italien (9) - England (10) - Belgien (11) - Grækenland (12) - Holland (15) - Frankrig (17) - Kroatien (18) - Rusland (19) - Bosnien-Hercegovina (21) | CONCACAF: - USA (13) - Mexico (20) - Costa Rica (28) - Honduras (33) CAF: - Algeriet (22) - Elfenbenskysten (23) - Ghana (37) - Nigeria (44) - Cameroun (56) CONMEBOL: - Brasilien (3) - Argentina (5) - Uruguay (7) - Colombia (8) - Chile (14) - Ecuador (26) |  |

### Trupper
Som ved VM i fodbold 2010 skulle alle landshold udtage 23 spillere (deraf tre målmænd). Hvert deltagende landshold skulle senest 10 dage før turneringsstart opgive deres 23-mandstrup. Hvert hold havde mulighed for, i tilfælde af alvorlige skader, at erstatte en spiller senest 24 timer før holdets første kamp.

## Værtsbyer og stadions
Den 31. maj 2009 blev det tilkendegivet, hvilke 12 byer som var værtsbyer under slutrunden.
| Belo Horizonte    | Brasília | Cuiabá | Curitiba          |
| ----------------- | --- | --- | ----------------- |
| Mineirão          | Estádio Nacional de Brasília                                                                                         | Arena Pantanal | Arena da Baixada  |
| Kapacitet: 69.950 | Kapacitet: 71.500 | Kapacitet: 42.500 | Kapacitet: 41.375 |
|                   | | |                   |
| Fortaleza         | Rio de Janeiro Manaus Fortaleza Natal Recife Salvador Cuiabá Brasília Belo Horizonte São Paulo Curitiba Porto Alegre | Rio de Janeiro Manaus Fortaleza Natal Recife Salvador Cuiabá Brasília Belo Horizonte São Paulo Curitiba Porto Alegre | Manaus            |
| Castelão          | Rio de Janeiro Manaus Fortaleza Natal Recife Salvador Cuiabá Brasília Belo Horizonte São Paulo Curitiba Porto Alegre | Rio de Janeiro Manaus Fortaleza Natal Recife Salvador Cuiabá Brasília Belo Horizonte São Paulo Curitiba Porto Alegre | Arena da Amazônia |
| Kapacitet: 66.700 | Rio de Janeiro Manaus Fortaleza Natal Recife Salvador Cuiabá Brasília Belo Horizonte São Paulo Curitiba Porto Alegre | Rio de Janeiro Manaus Fortaleza Natal Recife Salvador Cuiabá Brasília Belo Horizonte São Paulo Curitiba Porto Alegre | Kapacitet: 50.000 |
|                   | Rio de Janeiro Manaus Fortaleza Natal Recife Salvador Cuiabá Brasília Belo Horizonte São Paulo Curitiba Porto Alegre | Rio de Janeiro Manaus Fortaleza Natal Recife Salvador Cuiabá Brasília Belo Horizonte São Paulo Curitiba Porto Alegre |                   |
| Natal             | Rio de Janeiro Manaus Fortaleza Natal Recife Salvador Cuiabá Brasília Belo Horizonte São Paulo Curitiba Porto Alegre | Rio de Janeiro Manaus Fortaleza Natal Recife Salvador Cuiabá Brasília Belo Horizonte São Paulo Curitiba Porto Alegre | Porto Alegre      |
| Arena das Dunas   | Rio de Janeiro Manaus Fortaleza Natal Recife Salvador Cuiabá Brasília Belo Horizonte São Paulo Curitiba Porto Alegre | Rio de Janeiro Manaus Fortaleza Natal Recife Salvador Cuiabá Brasília Belo Horizonte São Paulo Curitiba Porto Alegre | Estádio Beira-Rio |
| Kapacitet: 45.000 | Rio de Janeiro Manaus Fortaleza Natal Recife Salvador Cuiabá Brasília Belo Horizonte São Paulo Curitiba Porto Alegre | Rio de Janeiro Manaus Fortaleza Natal Recife Salvador Cuiabá Brasília Belo Horizonte São Paulo Curitiba Porto Alegre | Kapacitet: 62.000 |
|                   | Rio de Janeiro Manaus Fortaleza Natal Recife Salvador Cuiabá Brasília Belo Horizonte São Paulo Curitiba Porto Alegre | Rio de Janeiro Manaus Fortaleza Natal Recife Salvador Cuiabá Brasília Belo Horizonte São Paulo Curitiba Porto Alegre |                   |
| Recife            | Rio de Janeiro | Salvador | São Paulo         |
| Cidade da Copa    | Maracanã | Arena Fonte Nova | Arena Corinthians |
| Kapacitet: 46.160 | Kapacitet: 76.525 | Kapacitet: 50.000 | Kapacitet: 62.601 |
|                   | | |                   |

### Holdenes baser
Hvert af de 32 hold valgte en base som hjem- og træningssted før og under turneringen. Den 31. januar 2014 annoncerede FIFA baserne for hvert af de deltagende hold, efter tidligere at have uddelt en brochure med 84 mulige lokationer. Kun fem hold valgte at bosætte sig i det nordlige Brasilien.
| Hold                | By                  | Delstat           |                 | Hold             | By             | Delstat |
| ------------------- | ------------------- | ----------------- | --------------- | ---------------- | -------------- | ------- |
| Algeriet            | Sorocaba            | São Paulo         | Grækenland      | Aracaju          | Sergipe        |         |
| Argentina           | Vespasiano          | Minas Gerais      | Honduras        | Porto Feliz      | São Paulo      |         |
| Australien          | Vitória             | Espírito Santo    | Iran            | Guarulhos        | São Paulo      |         |
| Belgien             | Mogi das Cruzes     | São Paulo         | Italien         | Mangaratiba      | Rio de Janeiro |         |
| Bosnien-Hercegovina | Guarujá             | São Paulo         | Elfenbenskysten | Águas de Lindoia | São Paulo      |         |
| Brasilien           | Teresópolis         | Rio de Janeiro    | Japan           | Itu              | São Paulo      |         |
| Cameroun            | Vitória             | Espírito Santo    | Mexico          | Santos           | São Paulo      |         |
| Chile               | Belo Horizonte      | Minas Gerais      | Holland         | Rio de Janeiro   | Rio de Janeiro |         |
| Colombia            | Cotia               | São Paulo         | Nigeria         | Campinas         | São Paulo      |         |
| Costa Rica          | Santos              | São Paulo         | Portugal        | Campinas         | São Paulo      |         |
| Kroatien            | Mata de São João    | Bahia             | Rusland         | Itu              | São Paulo      |         |
| Ecuador             | Viamão              | Rio Grande do Sul | Sydkorea        | Foz do Iguaçu    | Paraná         |         |
| England             | Rio de Janeiro      | Rio de Janeiro    | Spanien         | Curitiba         | Paraná         |         |
| Frankrig            | Ribeirão Preto      | São Paulo         | Schweiz         | Porto Seguro     | Bahia          |         |
| Tyskland            | Santa Cruz Cabrália | Bahia             | USA             | São Paulo        | São Paulo      |         |
| Ghana               | Maceió              | Alagoas           | Uruguay         | Sete Lagoas      | Minas Gerais   |         |

### FIFA Fan Fests
FIFA afholdt for tredje gang i træk FIFA Fan Fest i hver af de 12 værtsbyer under hele turneringen. Et af de største eksempler på Fan Fest fandt sted på Copacabana Beach i Rio de Janeiro, der allerede afholdt Fan Fest i 2010, São Paulos Vale do Anhangabaú og Brasílias Esplanada dos Ministérios, med kongressen i baggrunden. Det første officielle arrangement foregik på Praia de Iracema i Fortaleza den 8. juni 2014.

## Innovation

### Teknologier
For at undgå fejlkendelser ved mål blev der introduceret mållinjeteknologi. Det var den fjerde FIFA-turnering, hvor teknologien blev anvendt, efter succes ved FIFA Club World Cup 2012, FIFA Club World Cup 2013 og Confederations Cup 2013. Det tyske firma GoalControl blev udvalgt som turneringens officielle leverandør af mållinjeteknologi. Teknologien kom første gang i anvendelse ved en tvivlssituation, da Frankrig scorede sit andet mål mod Honduras; her viste teknologien, at bolden var helt over målstregen, hvorpå dommeren fik et signal og derfor kunne dømme mål.
Efter flere vellykkede forsøg tidligere introducerede FIFA også markeringsspray ved VM i fodbold 2014. Den vandbaserede spray, der forsvinder efter få minutter, bruges til at markere den korrekte afstand mellem stedet, hvorfra bolden skal sparkes af det angribende hold, og det forsvarende holds spillere (der typisk opstiller en såkaldt mur).
Adidas Brazuca var den officielle kampbold i turneringen. Adidas udviklede et nyt design af bolden efter kritik af Adidas Jabulani, som var anvendt ved forrige VM. Antallet af paneler på bolden blev reduceret til seks.

### Vandpauser
Grundet de relativt høje temperatur i Brasilien, især på de nordlige stadioner, blev der introduceret mulighed for at holde vandpauser. Pauserne blev afholdt på dommerens skøn efter cirka 30 minutter af første og anden halvleg i de tilfælde, hvor temperaturen var på mindst 32 °C. 
Den første vandpause fandt sted efter 39 minutter i kampen mellem USA og Portugal i Gruppe G. Ved starten af kampen var temperaturen 30 °C med 66 % luftfugtighed.

### Anti-doping
Det biologiske pas blev introduceret til VM i fodbold 2014. Blod og urin blev indsamlet fra alle spillere før slutrunden, og desuden blev to spillere fra hvert hold undersøgt efter hver kamp. Prøverne blev analyseret af Swiss Laboratory for Doping Analyses. FIFA rapporterede, at 91,5 % af alle spillere var blevet testet før slurtundens start, og ingen af dem var blevet testet positive for doping.

## Gruppespil
Alle tidspunkter nævnt nedenfor er angivet i den officielle Brasília-tidszone.(UTC−3). }} De danske starttidspunkter var fem timer senere.
| Nøgle til farve i gruppespil | Nøgle til farve i gruppespil          |
| ---------------------------- | ------------------------------------- |
|                              | Hold der avancerede til 1/8-finalerne |

### Gruppe A
| Hold      | K | V | U | T | Mf | Mi | +/- | P |
| --------- | - | - | - | - | -- | -- | --- | - |
| Brasilien | 3 | 2 | 1 | 0 | 7  | 2  | +5  | 7 |
| Mexico    | 3 | 2 | 1 | 0 | 4  | 1  | +3  | 7 |
| Kroatien  | 3 | 1 | 0 | 2 | 6  | 6  | 0   | 3 |
| Cameroun  | 3 | 0 | 0 | 3 | 1  | 9  | −8  | 0 |

| 12. juni 2014 17:00 |

| Brasilien                            | 3 - 1   | Kroatien            |
| ------------------------------------ | ------- | ------------------- |
| Neymar 29', 71' (str.) · Oscar 90+1' | Rapport | Marcelo 11' (sm.) · |

| Arena de São Paulo, São Paulo Tilskuere: 62.103 Dommer: Yuichi Nishimura (Japan) |

| 13. juni 2014 13:00 |

| Mexico      | 1 - 0   | Cameroun |
| ----------- | ------- | -------- |
| Peralta 61' | Rapport |          |

| Arena das Dunas, Natal Tilskuere: 39.216 Dommer: Wilmar Roldán (Colombia) |

| 17. juni 2014 16:00 |

| Brasilien | 0 - 0   | Mexico |
| --------- | ------- | ------ |
|           | Rapport |        |

| Estádio Castelão, Fortaleza Tilskuere: 60.342 Dommer: Cuneyt Cakir (Tyrkiet) |

| 18. juni 2014 19:00 |

| Cameroun | 0 - 4   | Kroatien                                      |
| -------- | ------- | --------------------------------------------- |
|          | Rapport | Olic 11' · Perisic 48' · Mandzukic 61', 73' · |

| Arena Amazônia, Manaus Tilskuere: 39.982 Dommer: Pedro Proença (Portugal) |

| 23. juni 2014 17:00 |

| Cameroun  | 1 - 4   | Brasilien                                      |
| --------- | ------- | ---------------------------------------------- |
| Matip 26' | Rapport | Neymar 17', 35' · Fred 49' · Fernandinho 84' · |

| Estádio Nacional Mané Garrincha, Brasília Tilskuere: 69.112 Dommer: Jonas Eriksson (Sverige) |

| 23. juni 2014 17:00 |

| Kroatien    | 1 - 3   | Mexico                                       |
| ----------- | ------- | -------------------------------------------- |
| Perisic 87' | Rapport | Marquez 72' · Guardado 75' · Hernandez 82' · |

| Arena Pernambuco, Recife Tilskuere: 41.212 Dommer: Ravshan Irmatov (Usbekistan) |

### Gruppe B
| Hold       | K | V | U | T | Mf | Mi | +/- | P |
| ---------- | - | - | - | - | -- | -- | --- | - |
| Holland    | 3 | 3 | 0 | 0 | 10 | 3  | +7  | 9 |
| Chile      | 3 | 2 | 0 | 1 | 5  | 3  | +2  | 6 |
| Spanien    | 3 | 1 | 0 | 2 | 4  | 7  | −3  | 3 |
| Australien | 3 | 0 | 0 | 3 | 3  | 9  | −6  | 0 |

| 13. juni 2014 16:00 |

| Spanien           | 1 - 5   | Holland                                               |
| ----------------- | ------- | ----------------------------------------------------- |
| Alonso 27' (str.) | Rapport | Van Persie 44', 72' · Robben 53', 80' · De Vrij 65' · |

| Arena Fonte Nova, Salvador Tilskuere: 48.173 Dommer: Nicola Rizzoli (Italien) |

| 13. juni 2014 19:00 |

| Chile                                         | 3 - 1   | Australien   |
| --------------------------------------------- | ------- | ------------ |
| Sánchez 12' · Valdívia 14' · Beausejour 90+2' | Rapport | Cahill 35' · |

| Arena Pantanal, Cuiabá Tilskuere: 40.275 Dommer: Noumandiez Doué (Elfenbenskysten) |

| 18. juni 2014 13:00 |

| Australien                      | 2 - 3   | Holland                                   |
| ------------------------------- | ------- | ----------------------------------------- |
| Cahill 21' · Jedinak 54' (str.) | Rapport | Robben 20' · Van Persie 58' · Depay 68' · |

| Estádio Beira-Rio, Porto Alegre Tilskuere: 42.877 Dommer: Djamel Haimoudi (Algeriet) |

| 18. juni 2014 16:00 |

| Spanien | 0 - 2   | Chile                       |
| ------- | ------- | --------------------------- |
|         | Rapport | Vargas 20' · Aránguiz 43' · |

| Estádio do Maracanã, Rio de Janeiro Tilskuere: 74.101 Dommer: Mark W. Geiger (USA) |

| 23. juni 2014 13:00 |

| Australien | 0 - 3   | Spanien                             |
| ---------- | ------- | ----------------------------------- |
|            | Rapport | Villa 36' · Torres 69' · Mata 82' · |

| Arena da Baixada, Curitiba Tilskuere: 39.375 Dommer: Nawaf Shukralla (Bahrain) |

| 23. juni 2014 13:00 |

| Holland               | 2 - 0   | Chile |
| --------------------- | ------- | ----- |
| Fer 77' · Depay 90+2' | Rapport |       |

| Arena de São Paulo, São Paulo Tilskuere: 62.996 Dommer: Bakary Gassama (Gambia) |

### Gruppe C
| Hold            | K | V | U | T | Mf | Mi | +/- | P |
| --------------- | - | - | - | - | -- | -- | --- | - |
| Colombia        | 3 | 3 | 0 | 0 | 9  | 2  | +7  | 9 |
| Grækenland      | 3 | 1 | 1 | 1 | 2  | 4  | −2  | 4 |
| Elfenbenskysten | 3 | 1 | 0 | 2 | 4  | 5  | −1  | 3 |
| Japan           | 3 | 0 | 1 | 2 | 2  | 6  | −4  | 1 |

| 14. juni 2014 13:00 |

| Colombia                                    | 3 - 0   | Grækenland |
| ------------------------------------------- | ------- | ---------- |
| Armero 5' · Gutiérrez 58' · Rodríguez 90+3' | Rapport |            |

| Estádio Mineirão, Belo Horizonte Tilskuere: 57.174 Dommer: Mark W. Geiger (USA) |

| 14. juni 2014 22:00 |

| Elfenbenskysten         | 2 - 1   | Japan       |
| ----------------------- | ------- | ----------- |
| Bony 64' · Gervinho 66' | Rapport | Honda 16' · |

| Arena Pernambuco, Recife Tilskuere: 40.267 Dommer: Enrique Osses (Chile) |

| 19. juni 2014 13:00 |

| Colombia                     | 2 - 1   | Elfenbenskysten |
| ---------------------------- | ------- | --------------- |
| Rodriguez 64' · Quintero 70' | Rapport | Gervinho 73' ·  |

| Estádio Nacional Mané Garrincha, Brasília Tilskuere: 68.748 Dommer: Howard Webb (England) |

| 19. juni 2014 19:00 |

| Japan | 0 - 0   | Grækenland |
| ----- | ------- | ---------- |
|       | Rapport |            |

| Arena das Dunas, Natal Tilskuere: 39.485 Dommer: Mark W. Geiger (USA) |

| 24. juni 2014 17:00 |

| Japan         | 1 - 4   | Colombia                                                  |
| ------------- | ------- | --------------------------------------------------------- |
| Okazaki 45+2' | Rapport | Cuadrado 17' (str.) · Martinez 55', 82' · Rodríguez 90' · |

| Arena Pantanal, Cuiabá Tilskuere: 40.340 Dommer: Paul Russell (Sydafrika) |

| 24. juni 2014 17:00 |

| Grækenland                            | 2 - 1   | Elfenbenskysten |
| ------------------------------------- | ------- | --------------- |
| Samaris 42' · G. Samaras 90+3' (str.) | Rapport | Bony 74' ·      |

| Estádio Castelão, Fortaleza Tilskuere: 59.095 Dommer: Lennart Wangel (Finland) |

### Gruppe D
| Hold       | K | V | U | T | Mf | Mi | +/- | P |
| ---------- | - | - | - | - | -- | -- | --- | - |
| Costa Rica | 3 | 2 | 1 | 0 | 4  | 1  | +3  | 7 |
| Uruguay    | 3 | 2 | 0 | 1 | 4  | 4  | 0   | 6 |
| Italien    | 3 | 1 | 0 | 2 | 2  | 3  | −1  | 3 |
| England    | 3 | 0 | 1 | 2 | 2  | 4  | −2  | 1 |

| 14. juni 2014 16:00 |

| Uruguay           | 1 - 3   | Costa Rica                              |
| ----------------- | ------- | --------------------------------------- |
| Cavani 24' (str.) | Rapport | Campbell 54' · Duarte 57' · Ureña 84' · |

| Estádio Castelão, Fortaleza Tilskuere: 58.679 Dommer: Felix Brych (Tyskland) |

| 14. juni 2014 19:00 |

| England       | 1 - 2   | Italien                         |
| ------------- | ------- | ------------------------------- |
| Sturridge 37' | Rapport | Marchisio 35' · Balotelli 50' · |

| Arena Amazônia, Manaus Tilskuere: 39.800 Dommer: Björn Kuipers (Holland) |

| 19. juni 2014 16:00 |

| Uruguay         | 2 - 1   | England      |
| --------------- | ------- | ------------ |
| Suarez 39', 85' | Rapport | Rooney 75' · |

| Arena de São Paulo, São Paulo Tilskuere: 62.575 Dommer: Carlos Velasco Carballo (Spanien) |

| 20. juni 2014 13:00 |

| Italien | 0 - 1   | Costa Rica |
| ------- | ------- | ---------- |
|         | Rapport | Ruiz 44' · |

| Arena Pernambuco, Recife Tilskuere: 40.285 Dommer: Enrique Osses (Chile) |

| 24. juni 2014 13:00 |

| Italien | 0 - 1   | Uruguay     |
| ------- | ------- | ----------- |
|         | Rapport | Godin 81' · |

| Arena das Dunas, Natal Tilskuere: 39.706 Dommer: Marco Rodriguez (Mexico) |

| 24. juni 2014 13:00 |

| Costa Rica | 0 - 0   | England |
| ---------- | ------- | ------- |
|            | Rapport |         |

| Estádio Mineirão, Belo Horizonte Tilskuere: 57.823 Dommer: Djamel Haimoudi (Algeriet) |

### Gruppe E
| Hold     | K | V | U | T | Mf | Mi | +/- | P |
| -------- | - | - | - | - | -- | -- | --- | - |
| Frankrig | 3 | 2 | 1 | 0 | 8  | 2  | +6  | 7 |
| Schweiz  | 3 | 2 | 0 | 1 | 7  | 6  | +1  | 6 |
| Ecuador  | 3 | 1 | 1 | 1 | 3  | 3  | 0   | 4 |
| Honduras | 3 | 0 | 0 | 3 | 1  | 8  | −7  | 0 |

| 15. juni 2014 13:00 |

| Schweiz                       | 2 - 1   | Ecuador           |
| ----------------------------- | ------- | ----------------- |
| Mehmedi 48' · Seferović 90+3' | Rapport | E. Valencia 22' · |

| Estádio Nacional Mané Garrincha, Brasília Tilskuere: 68.351 Dommer: Ravshan Irmatov (Usbekistan) |

| 15. juni 2014 16:00 |

| Frankrig                                       | 3 - 0   | Honduras |
| ---------------------------------------------- | ------- | -------- |
| Benzema 43' (str.), 72' · Valladares 48' (sm.) | Rapport |          |

| Estádio Beira-Rio, Porto Alegre Tilskuere: 43.012 Dommer: Sandro Ricci (Brasilien) |

| 20. juni 2014 16:00 |

| Schweiz                  | 2 - 5   | Frankrig                                                            |
| ------------------------ | ------- | ------------------------------------------------------------------- |
| Dzemaili 81' · Xhaka 87' | Rapport | Giroud 17' · Matuidi 18' Valbuena 40' · Benzema 67' · Sissoko 73' · |

| Arena Fonte Nova, Salvador Tilskuere: 51.003 Dommer: Björn Kuipers (Holland) |

| 20. juni 2014 19:00 |

| Honduras   | 1 - 2   | Ecuador                |
| ---------- | ------- | ---------------------- |
| Costly 31' | Rapport | E. Valencia 34', 65' · |

| Arena da Baixada, Curitiba Tilskuere: 39.224 Dommer: Benjamin Williams (Australien) |

| 25. juni 2014 17:00 |

| Honduras | 0 - 3   | Schweiz               |
| -------- | ------- | --------------------- |
|          | Rapport | Shaqiri 6, 31', 71' · |

| Arena Amazônia, Manaus Tilskuere: 40.322 Dommer: Nestor Pitana (Argentina) |

| 25. juni 2014 17:00 |

| Ecuador | 0 - 0   | Frankrig |
| ------- | ------- | -------- |
|         | Rapport |          |

| Estádio do Maracanã, Rio de Janeiro Tilskuere: 73.749 Dommer: Noumandiez Doue (Elfenbenskysten) |

### Gruppe F
| Hold                | K | V | U | T | Mf | Mi | +/- | P |
| ------------------- | - | - | - | - | -- | -- | --- | - |
| Argentina           | 3 | 3 | 0 | 0 | 6  | 3  | +3  | 9 |
| Nigeria             | 3 | 1 | 1 | 1 | 3  | 3  | 0   | 4 |
| Bosnien-Hercegovina | 3 | 1 | 0 | 2 | 4  | 4  | 0   | 3 |
| Iran                | 3 | 0 | 1 | 2 | 1  | 4  | −3  | 1 |

| 15. juni 2014 19:00 |

| Argentina                      | 2 - 1   | Bosnien-Hercegovina |
| ------------------------------ | ------- | ------------------- |
| Kolašinac 3' (sm.) · Messi 65' | Rapport | Ibišević 85' ·      |

| Estádio do Maracanã, Rio de Janeiro Tilskuere: 74.738 Dommer: Joel Aguilar (El Salvador) |

| 16. juni 2014 16:00 |

| Iran | 0 - 0   | Nigeria |
| ---- | ------- | ------- |
|      | Rapport |         |

| Arena da Baixada, Curitiba Tilskuere: 39.081 Dommer: Carlos Vera (Ecuador) |

| 21. juni 2014 13:00 |

| Argentina    | 1 - 0   | Iran |
| ------------ | ------- | ---- |
| Messi 90'+1' | Rapport |      |

| Estádio Mineirão, Belo Horizonte Tilskuere: 57.698 Dommer: Milorad Mazic (Serbien) |

| 21. juni 2014 19:00 |

| Nigeria        | 1 - 0   | Bosnien-Hercegovina |
| -------------- | ------- | ------------------- |
| Odemwingie 29' | Rapport |                     |

| Arena Pantanal, Cuiabá Tilskuere: 40.499 Dommer: Peter O'Leary (New Zealand) |

| 25. juni 2014 13:00 |

| Nigeria      | 2 - 3   | Argentina                  |
| ------------ | ------- | -------------------------- |
| Musa 4', 47' | Rapport | Messi 3', 45' · Rojo 50' · |

| Estádio Beira-Rio, Porto Alegre Tilskuere: 43.285 Dommer: Stefano Pucci (Italien) |

| 25. juni 2014 13:00 |

| Bosnien-Hercegovina                    | 3 - 1   | Iran                 |
| -------------------------------------- | ------- | -------------------- |
| Dzeko 23' · Pjanic 59' · Vrsajevic 83' | Rapport | Ghoochannejhad 82' · |

| Arena Fonte Nova, Salvador Tilskuere: 48.011 Dommer: Carlos Velasco Carballo (Spanien) |

### Gruppe G
| Hold     | K | V | U | T | Mf | Mi | +/- | P |
| -------- | - | - | - | - | -- | -- | --- | - |
| Tyskland | 3 | 2 | 1 | 0 | 7  | 2  | +5  | 7 |
| USA      | 3 | 1 | 1 | 1 | 4  | 4  | 0   | 4 |
| Portugal | 3 | 1 | 1 | 1 | 4  | 7  | −3  | 4 |
| Ghana    | 3 | 0 | 1 | 2 | 4  | 6  | −2  | 1 |

| 16. juni 2014 13:00 |

| Tyskland                                    | 4 - 0   | Portugal |
| ------------------------------------------- | ------- | -------- |
| Müller 12' (str.), 45+1', 78' · Hummels 32' | Rapport |          |

| Arena Fonte Nova, Salvador Tilskuere: 51.081 Dommer: Joel Aguilar (El Salvador) |

| 16. juni 2014 19:00 |

| Ghana    | 1 - 2   | USA                       |
| -------- | ------- | ------------------------- |
| Ayew 82' | Rapport | Dempsey 1' · Brooks 86' · |

| Arena das Dunas, Natal Tilskuere: 39.760 Dommer: Jonas Eriksson (Sverige) |

| 21. juni 2014 16:00 |

| Tyskland              | 2 - 2   | Ghana                 |
| --------------------- | ------- | --------------------- |
| Götze 51' · Klose 71' | Rapport | Ayew 54' · Gyan 63' · |

| Estádio Castelão, Fortaleza Tilskuere: 59.621 Dommer: Sandro Ricci (Brasilien) |

| 22. juni 2014 19:00 |

| USA                     | 2 - 2   | Portugal                  |
| ----------------------- | ------- | ------------------------- |
| Jones 64' · Dempsey 81' | Rapport | Nani 78' · Varela 90+5' · |

| Arena Amazônia, Manaus Tilskuere: 40.123 Dommer: Nestor Pitana (Argentina) |

| 26. juni 2014 13:00 |

| USA | 0 - 1   | Tyskland     |
| --- | ------- | ------------ |
|     | Rapport | Müller 55' · |

| Arena Pernambuco, Recife Tilskuere: 41.876 Dommer: Ravshan Irmatov (Usbekistan) |

| 26. juni 2014 13:00 |

| Portugal                     | 2 - 1   | Ghana      |
| ---------------------------- | ------- | ---------- |
| Boye 31' (sm.) · Ronaldo 80' | Rapport | Gyan 57' · |

| Estádio Nacional Mané Garrincha, Brasília Tilskuere: 67.540 Dommer: Nawaf Shukralla (Bahrain) |

### Gruppe H
| Hold     | K | V | U | T | Mf | Mi | +/- | P |
| -------- | - | - | - | - | -- | -- | --- | - |
| Belgien  | 3 | 3 | 0 | 0 | 4  | 1  | +3  | 9 |
| Algeriet | 3 | 1 | 1 | 1 | 6  | 5  | +1  | 4 |
| Rusland  | 3 | 0 | 2 | 1 | 2  | 3  | −1  | 2 |
| Sydkorea | 3 | 0 | 1 | 2 | 3  | 6  | −3  | 1 |

| 17. juni 2014 13:00 |

| Belgien                    | 2 - 1   | Algeriet              |
| -------------------------- | ------- | --------------------- |
| Fellaini 70' · Mertens 80' | Rapport | Feghouli 25' (str.) · |

| Estádio Mineirão, Belo Horizonte Tilskuere: 56.800 Dommer: Marco Rodríguez (Mexico) |

| 17. juni 2014 19:00 |

| Rusland       | 1 - 1   | Sydkorea          |
| ------------- | ------- | ----------------- |
| Kersjakov 74' | Rapport | Lee Keun-ho 68' · |

| Arena Pantanal, Cuiabá Tilskuere: 37.603 Dommer: Néstor Pitana (Argentina) |

| 22. juni 2014 13:00 |

| Belgien   | 1 - 0   | Rusland |
| --------- | ------- | ------- |
| Origi 88' | Rapport |         |

| Estádio do Maracanã, Rio de Janeiro Tilskuere: 73.819 Dommer: Felix Brych (Tyskland) |

| 22. juni 2014 16:00 |

| Sydkorea                             | 2 - 4   | Algeriet                                                |
| ------------------------------------ | ------- | ------------------------------------------------------- |
| Son Heung-Min 50' · Koo Ja-Cheol 72' | Rapport | Slimani 26' · Halliche 28' · Djabou 38' · Brahimi 62' · |

| Estádio Beira-Rio, Porto Alegre Tilskuere: 42.732 Dommer: Wilmar Roldan (Colombia) |

| 26. juni 2014 17:00 |

| Sydkorea | 0 - 1   | Belgien          |
| -------- | ------- | ---------------- |
|          | Rapport | Vertonghen 78' · |

| Arena de São Paulo, São Paulo Tilskuere: 61.397 Dommer: Benjamin Williams (Australien) |

| 26. juni 2014 17:00 |

| Algeriet    | 1 - 1   | Rusland      |
| ----------- | ------- | ------------ |
| Slimani 60' | Rapport | Kokorin 6' · |

| Arena da Baixada, Curitiba Tilskuere: 39.311 Dommer: Cuneyt Cakir (Tyrkiet) |

## Slutspil
|  | 1/8-delsfinaler           | 1/8-delsfinaler          |                           |       | Kvartfinaler | Kvartfinaler |                     |                     | Semifinaler | Semifinaler |  |  | Finalen | Finalen |
|  |                           |                          |                           |       |              |              |                     |                     |             |             |  |  |         |         |
|  | 28. juni – Belo Horizonte |                          |                           |       |              |              |                     |                     |             |             |  |  |         |         |
|  |                           |                          |                           |       |              |              |                     |                     |             |             |  |  |         |         |
|  | Brasilien                 | 1 (3)                    |                           |       |              |              |                     |                     |             |             |  |  |         |         |
|  | Brasilien                 | 1 (3)                    | 4. juli – Fortaleza       |       |              |              |                     |                     |             |             |  |  |         |         |
|  | Chile                     | 1 (2)                    |                           |       |              |              |                     |                     |             |             |  |  |         |         |
|  | Chile                     | 1 (2)                    | Brasilien                 | 2     |              |              |                     |                     |             |             |  |  |         |         |
|  | 28. juni – Rio de Janeiro |                          | Brasilien                 | 2     |              |              |                     |                     |             |             |  |  |         |         |
|  |                           | Colombia                 | 1                         |       |              |              |                     |                     |             |             |  |  |         |         |
|  | Colombia                  | Colombia                 | 1                         | 2     |              |              |                     |                     |             |             |  |  |         |         |
|  | Colombia                  |                          | 8. juli – Belo Horizonte  | 2     |              |              |                     |                     |             |             |  |  |         |         |
|  | Uruguay                   | 0                        |                           |       |              |              |                     |                     |             |             |  |  |         |         |
|  | Uruguay                   | 0                        | Brasilien                 | 1     |              |              |                     |                     |             |             |  |  |         |         |
|  | 30. juni – Brasília       |                          | Brasilien                 | 1     |              |              |                     |                     |             |             |  |  |         |         |
|  |                           | Tyskland                 | 7                         |       |              |              |                     |                     |             |             |  |  |         |         |
|  | Frankrig                  | Tyskland                 | 7                         | 2     |              |              |                     |                     |             |             |  |  |         |         |
|  | Frankrig                  | 4. juli – Rio de Janeiro |                           | 2     |              |              |                     |                     |             |             |  |  |         |         |
|  | Nigeria                   | 0                        |                           |       |              |              |                     |                     |             |             |  |  |         |         |
|  | Nigeria                   | 0                        | Frankrig                  | 0     |              |              |                     |                     |             |             |  |  |         |         |
|  | 30. juni – Porto Alegre   |                          | Frankrig                  | 0     |              |              |                     |                     |             |             |  |  |         |         |
|  |                           | Tyskland                 | 1                         |       |              |              |                     |                     |             |             |  |  |         |         |
|  | Tyskland                  | Tyskland                 | 1                         | 2     |              |              |                     |                     |             |             |  |  |         |         |
|  | Tyskland                  |                          | 13. juli – Rio de Janeiro | 2     |              |              |                     |                     |             |             |  |  |         |         |
|  | Algeriet                  | 1                        |                           |       |              |              |                     |                     |             |             |  |  |         |         |
|  | Algeriet                  | 1                        | Tyskland                  | 1     |              |              |                     |                     |             |             |  |  |         |         |
|  | 29. juni – Fortaleza      |                          | Tyskland                  | 1     |              |              |                     |                     |             |             |  |  |         |         |
|  |                           | Argentina                | 0                         |       |              |              |                     |                     |             |             |  |  |         |         |
|  | Holland                   | Argentina                | 0                         | 2     |              |              |                     |                     |             |             |  |  |         |         |
|  | Holland                   | 5. juli – Salvador       |                           | 2     |              |              |                     |                     |             |             |  |  |         |         |
|  | Mexico                    | 1                        |                           |       |              |              |                     |                     |             |             |  |  |         |         |
|  | Mexico                    | 1                        | Holland                   | 0 (4) |              |              |                     |                     |             |             |  |  |         |         |
|  | 29. juni – Recife         |                          | Holland                   | 0 (4) |              |              |                     |                     |             |             |  |  |         |         |
|  |                           | Costa Rica               | 0 (3)                     |       |              |              |                     |                     |             |             |  |  |         |         |
|  | Costa Rica                | Costa Rica               | 0 (3)                     | 1 (5) |              |              |                     |                     |             |             |  |  |         |         |
|  | Costa Rica                |                          | 9. juli – São Paulo       | 1 (5) |              |              |                     |                     |             |             |  |  |         |         |
|  | Grækenland                | 1 (3)                    |                           |       |              |              |                     |                     |             |             |  |  |         |         |
|  | Grækenland                | 1 (3)                    | Holland                   | 0 (2) |              |              |                     |                     |             |             |  |  |         |         |
|  | 1. juli – São Paulo       |                          | Holland                   | 0 (2) |              |              |                     |                     |             |             |  |  |         |         |
|  |                           | Argentina                | 0 (4)                     |       | Tredjeplads  | Tredjeplads  |                     |                     |             |             |  |  |         |         |
|  | Argentina                 | Argentina                | 0 (4)                     | 1     | Tredjeplads  | Tredjeplads  |                     |                     |             |             |  |  |         |         |
|  | Argentina                 | 5. juli – Brasília       | 5. juli – Brasília        | 1     |              |              | 12. juli – Brasília | 12. juli – Brasília |             |             |  |  |         |         |
|  | Schweiz                   | 5. juli – Brasília       | 5. juli – Brasília        | 0     |              |              | 12. juli – Brasília | 12. juli – Brasília |             |             |  |  |         |         |
|  | Schweiz                   | Argentina                | 1                         | 0     | Brasilien    | 0            |                     |                     |             |             |  |  |         |         |
|  | 1. juli – Salvador        | Argentina                | 1                         |       | Brasilien    | 0            |                     |                     |             |             |  |  |         |         |
|  |                           | Belgien                  | 0                         |       | Holland      | 3            |                     |                     |             |             |  |  |         |         |
|  | Belgien                   | Belgien                  | 0                         | 2     | Holland      | 3            |                     |                     |             |             |  |  |         |         |
|  | Belgien                   |                          |                           | 2     |              |              |                     |                     |             |             |  |  |         |         |
|  | USA                       | 1                        |                           |       |              |              |                     |                     |             |             |  |  |         |         |
|  | USA                       | 1                        |                           |       |              |              |                     |                     |             |             |  |  |         |         |

### Ottendedelsfinaler
| 28. juni 2014 13:00 |

| Brasilien      | 1 – 1 (e.f.s.) | Chile         |
| -------------- | -------------- | ------------- |
| David Luiz 18' | Rapport        | Sánchez 32' · |

| Estádio Mineirão, Belo Horizonte Tilskuere: 57,714 Dommer: Howard Webb (England) |

|                                        |       | Straffesparkskonkurrence           |  |
| David Luiz Willian Marcelo Hulk Neymar | 3 - 2 | Pinilla Sánchez Aránguiz Díaz Jara |  |

| 28. juni 2014 17:00 |

| Colombia           | 2 – 0   | Uruguay |
| ------------------ | ------- | ------- |
| Rodríguez 28', 50' | Rapport |         |

| Estádio do Maracanã, Rio de Janeiro Tilskuere: 73.804 Dommer: Björn Kuipers (Holland) |

| 29. juni 2014 13:00 |

| Holland                               | 2 – 1   | Mexico           |
| ------------------------------------- | ------- | ---------------- |
| Sneijder 88' · Huntelaar 90+4' (str.) | Rapport | dos Santos 48' · |

| Estádio Castelão, Fortaleza Tilskuere: 58,817 Dommer: Pedro Proença (Portugal) |

| 29. juni 2014 17:00 |

| Costa Rica | 1 - 1 (e.f.s.) | Grækenland               |
| ---------- | -------------- | ------------------------ |
| Ruiz 52'   | Rapport        | Papastathopoulos 90+1' · |

| Arena Pernambuco, Recife Tilskuere: 41.242 Dommer: Ben Williams (Australien) |

|                                     |       | Straffesparkskonkurrence                   |  |
| Borges Ruiz González Campbell Umaña | 5 - 3 | Mitroglou Christodoulopoulos Holebas Gekas |  |

| 30. juni 2014 13:00 |

| Frankrig                     | 2 - 0   | Nigeria |
| ---------------------------- | ------- | ------- |
| Pogba 79' · Yobo 90+2' (sm.) | Rapport |         |

| Estádio Nacional Mané Garrincha, Brasília Tilskuere: 67.882 Dommer: Mark Geiger (USA) |

| 30. juni 2014 17:00 |

| Tyskland                 | 2 - 1 (e.f.s.) | Algeriet        |
| ------------------------ | -------------- | --------------- |
| Schürrle 92' · Özil 120' | Rapport        | Djabou 120+1' · |

| Estádio Beira-Rio, Porto Alegre Tilskuere: 43.063 Dommer: Sandro Ricci (Brasilien) |

| 1. juli 2014 13:00 |

| Argentina     | 1 - 0 (e.f.s.) | Schweiz |
| ------------- | -------------- | ------- |
| Di María 118' | Rapport        |         |

| Arena de São Paulo, São Paulo Tilskuere: 63.255 Dommer: Jonas Eriksson (Sverige |

| 1. juli 2014 17:00 |

| Belgien                     | 2 - 1 (e.f.s.) | USA          |
| --------------------------- | -------------- | ------------ |
| De Bruyne 93' · Lukaku 105' | Rapport        | Green 107' · |

| Arena Fonte Nova, Salvador Tilskuere: 51.227 Dommer: Djamel Haimoudi (Algeriet) |

### Kvartfinaler
| 4. juli 2014 13:00 |

| Frankrig | 0 - 1   | Tyskland      |
| -------- | ------- | ------------- |
|          | Rapport | Hummels 13' · |

| Estádio do Maracanã, Rio de Janeiro Tilskuere: 74.240 Dommer: Néstor Pitana (Argentina) |

| 4. juli 2014 17:00 |

| Brasilien                        | 2 - 1   | Colombia               |
| -------------------------------- | ------- | ---------------------- |
| Thiago Silva 7' · David Luiz 69' | Rapport | Rodríguez 80' (str.) · |

| Estádio Castelão, Fortaleza Tilskuere: 60.342 Dommer: Carlos Velasco Carballo (Spanien) |

| 5. juli 2014 13:00 |

| Argentina  | 1 - 0   | Belgien |
| ---------- | ------- | ------- |
| Higuaín 8' | Rapport |         |

| Estádio Nacional Mané Garrincha, Brasília Tilskuere: 68.551 Dommer: Nicola Rizzoli (Italien) |

| 5. juli 2014 17:00 |

| Holland | 0 - 0 (e.f.s.) | Costa Rica |
| ------- | -------------- | ---------- |
|         | Rapport        |            |

| Arena Fonte Nova, Salvador Tilskuere: 51.179 Dommer: Ravshan Irmatov (Usbekistan) |

|                                 |       | Straffesparkskonkurrence           |  |
| Van Persie Robben Sneijder Kuyt | 4 - 3 | Borges Ruiz González Bolaños Umaña |  |

### Semifinaler
| 8. juli 2014 17:00 |

| Brasilien | 1 - 7   | Tyskland                                                                    |
| --------- | ------- | --------------------------------------------------------------------------- |
| Oscar 90' | Rapport | Müller 11' · Klose 23' · Kroos 24', 26' · Khedira 29' · Schürrle 69', 79' · |

| Estádio Mineirão, Belo Horizonte Tilskuere: 58.141 Dommer: Marco Rodríguez (Mexico) |

| 9. juli 2014 17:00 |

| Holland | 0 - 0 (e.f.s.) | Argentina |
| ------- | -------------- | --------- |
|         | Rapport        |           |

| Arena de São Paulo, São Paulo Tilskuere: 63.267 Dommer: Cuneyt Cakir (Tyrkiet) |

|                            |       | Straffesparkskonkurrence     |  |
| Vlaar Robben Sneijder Kuyt | 2 - 4 | Messi Garay Agüero Rodríguez |  |

### Tredjeplads
| 12. juli 2014 17:00 |

| Brasilien | 0 - 3   | Holland                                                 |
| --------- | ------- | ------------------------------------------------------- |
|           | Rapport | Van Persie 2:31' (str.) · Blind 17' · Wijnaldum 90+1' · |

| Estádio Nacional Mané Garrincha, Brasília Tilskuere: 68.034 Dommer: Djamel Haimoudi (Algeriet) |

### Finale
| 13. juli 2014 16:00 |

| Tyskland         | 1 - 0 (e.f.s.) | Argentina |
| ---------------- | -------------- | --------- |
| Mario Götze 113' | Rapport        |           |

| Estádio do Maracanã, Rio de Janeiro Tilskuere: 74.738 Dommer: Nicola Rizzoli (Italien) |

## Statistik

### Topscorere
6 mål
- James Rodríguez

5 mål
- Thomas Müller

4 mål
- Lionel Messi
- Neymar
- Robin van Persie

3 mål
- Enner Valencia
- Karim Benzema
- André Schürrle
- Arjen Robben
- Xherdan Shaqiri

2 mål
- Abdelmoumene Djabou
- Islam Slimani
- Tim Cahill
- David Luiz
- Oscar
- Alexis Sánchez
- Jackson Martínez
- Bryan Ruiz
- Mario Mandžukić
- Ivan Perišić
- Mario Götze
- Mats Hummels
- Miroslav Klose
- Toni Kroos
- André Ayew
- Asamoah Gyan
- Wilfried Bony
- Gervinho
- Memphis Depay
- Ahmed Musa
- Clint Dempsey
- Luis Suárez

1 mål
- Yacine Brahimi
- Sofiane Feghouli
- Rafik Halliche
- Ángel Di María
- Gonzalo Higuaín
- Marcos Rojo
- Mile Jedinak
- Kevin De Bruyne
- Marouane Fellaini
- Romelu Lukaku
- Dries Mertens
- Divock Origi
- Jan Vertonghen
- Edin Džeko
- Vedad Ibišević
- Miralem Pjanić
- Avdija Vršajević
- Fernandinho
- Fred
- Thiago Silva
- Joël Matip
- Charles Aránguiz
- Jean Beausejour
- Jorge Valdivia
- Eduardo Vargas
- Pablo Armero
- Juan Cuadrado
- Teófilo Gutiérrez
- Juan Quintero
- Joel Campbell
- Óscar Duarte
- Marco Ureña
- Ivica Olić
- Wayne Rooney
- Daniel Sturridge
- Olivier Giroud
- Blaise Matuidi
- Paul Pogba
- Moussa Sissoko
- Mathieu Valbuena
- Sami Khedira
- Mesut Özil
- Sokratis Papastathopoulos
- Georgios Samaras
- Andreas Samaris
- Carlo Costly
- Reza Ghoochannejhad
- Mario Balotelli
- Claudio Marchisio
- Keisuke Honda
- Shinji Okazaki
- Giovani dos Santos
- Andrés Guardado
- Javier Hernández
- Rafael Márquez
- Oribe Peralta
- Daley Blind
- Stefan de Vrij
- Leroy Fer
- Klaas-Jan Huntelaar
- Wesley Sneijder
- Georginio Wijnaldum
- Peter Odemwingie
- Cristiano Ronaldo
- Nani
- Silvestre Varela
- Aleksandr Kerzhakov
- Aleksandr Kokorin
- Koo Ja-cheol
- Lee Keun-ho
- Son Heung-min
- Xabi Alonso
- Juan Mata
- Fernando Torres
- David Villa
- Blerim Džemaili
- Admir Mehmedi
- Haris Seferovic
- Granit Xhaka
- John Brooks
- Julian Green
- Jermaine Jones
- Edinson Cavani
- Diego Godín

Selvmål
- Sead Kolašinac (mod Argentina)
- Marcelo (mod Kroatien)
- John Boye (mod Portugal)
- Noel Valladares (mod Frankrig)
- Joseph Yobo (mod Frankrig)

Kilde: FIFA